# Luis Andreuchi
Luis Antonio Andreuchi (Monte Buey, Provincia de Córdoba, Argentina; 17 de julio de 1955) es un exfutbolista argentino. Jugaba como delantero y su primer equipo fue Altos Hornos Zapla. Su último club antes de retirarse fue Argentino de Rosario.

## Trayectoria
Luego de iniciarse en Altos Hornos Zapla, fue fichado por Rosario Central en 1976. Tras tener poca participación en el Metropolitano fue habitual titular en el Nacional, entrenado por Alfio Basile. Durante 1977 jugó la mayor parte de los encuentros de su equipo, entonces conducido por Carlos Timoteo Griguol; en su último partido defendiendo la casaca auriazul, el 11 de enero de 1978, convirtió tres goles en el triunfo 4-0 ante Quilmes, el que sería su próximo club. Dejó Arroyito tras 71 partidos jugados y 14 goles marcados.
Logró destacadas actuaciones en Quilmes, coronándose campeón y goleador del Metropolitano 1978. Emigró al fútbol griego, jugando para Panathinaikos en la temporada 1980-1981. De retorno a Argentina pasó a Ferro Carril Oeste, club con el que se consagró campeón del Nacional 1982. y donde llegó a jugar 43 partidos y a convertir 7 goles. Luego transcurrió su carrera principalmente en el fútbol de ascenso, teniendo también un fugaz paso por Colombia.
Una vez retirado se dedicó mayormente a la representación de jugadores y negocios relativos al fútbol. A mediados de 2015 fue designado como mánager del fútbol profesional de Quilmes; en dicho cargo duró poco tiempo, ya que fue relevado del mismo al cambiar la comisión directiva del club.

## Clubes
| Club                 | País      | Año       |
| -------------------- | --------- | --------- |
| Altos Hornos Zapla   | Argentina | 1973-1975 |
| Rosario Central      | Argentina | 1976-1977 |
| Quilmes              | Argentina | 1978-1980 |
| Panathinaikos        | Grecia    | 1980-1981 |
| Ferro                | Argentina | 1981-1983 |
| Unión de Santa Fe    | Argentina | 1984      |
| Quilmes              | Argentina | 1985      |
| Banfield             | Argentina | 1986      |
| Renato Cesarini      | Argentina | 1986      |
| Cristal Caldas       | Colombia  | 1986      |
| Almirante Brown      | Argentina | 1987      |
| Argentino de Rosario | Argentina | 1987-1988 |

## Palmarés

### Campeonatos nacionales
| Título           | Club    | País      | Año    |
| ---------------- | ------- | --------- | ------ |
| Primera División | Quilmes | Argentina | M-1978 |
| Primera División | Ferro   | Argentina | N-1982 |

### Distinciones individuales
| Distinción                                     | Año    |
| ---------------------------------------------- | ------ |
| Máximo goleador de Primera División (21 goles) | M-1978 |